# سدو بورو
سِدو بورو (فرانسوی: Seydou Boro‎؛ زادهٔ ۲۰ فوریهٔ ۱۹۶۸) بازیگر و طراح رقص اهل بورکینافاسو است.

از فیلم‌ها یا مجموعه‌های تلویزیونی که وی در آن‌ها نقش داشته است، می‌توان به پاریس، دوستت دارم اشاره نمود.